# Kościół i klasztor Bernardynów pw. św. Barbary w Przeworsku
Zasugerowano, aby ten artykuł podzielić na różne artykuły.
Kościół pw. św. Barbary i klasztor OO. Bernardynów w Przeworsku – kościół i dom zakonny Prowincji Niepokalanego Poczęcia NMP Zakonu Braci Mniejszych, znajdujący się w Przeworsku; siedziba parafii Świętej Barbary w Przeworsku; podwójne Sanktuarium: Matki Bożej Pocieszenia Przeworskiej i Świętego Antoniego z Padwy.
Konwent przeworski jest jednym z trzech najstarszych, nieprzerwanie działających placówek bernardyńskich w Polsce. W XVI w. był domem nowicjatu kustodii lwowskiej, w XVII w. domem studiów (teologii moralnej i języka łacińskiego) prowincji ruskiej, w latach 1944–1948 rezydencją delegata prowincjalskiego, a w latach 1951-1952 delegata generalnego.
Od 1986 główna świątynia dekanatu Przeworsk II.

## Historia

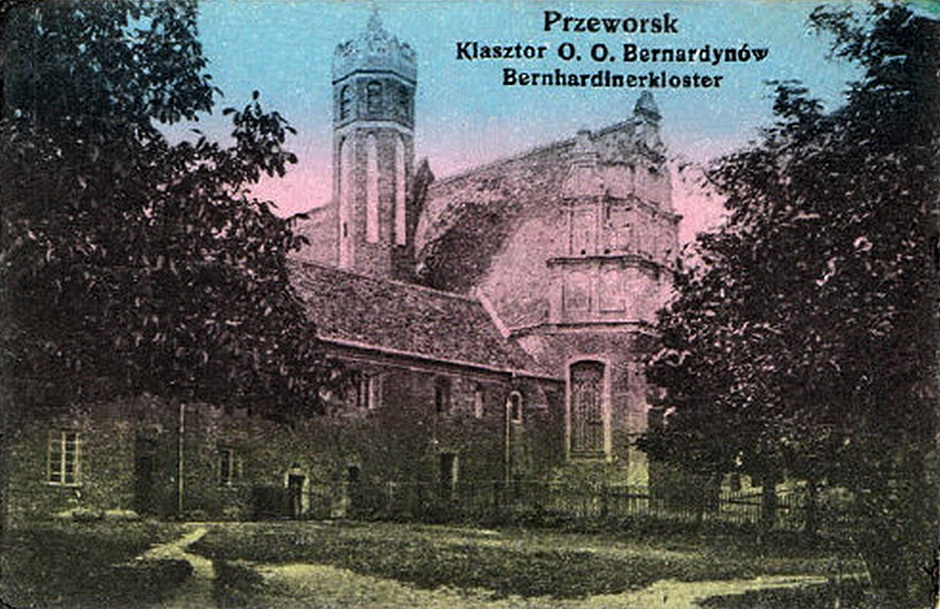
Kościół bernardynów w Przeworsku, przed 1918

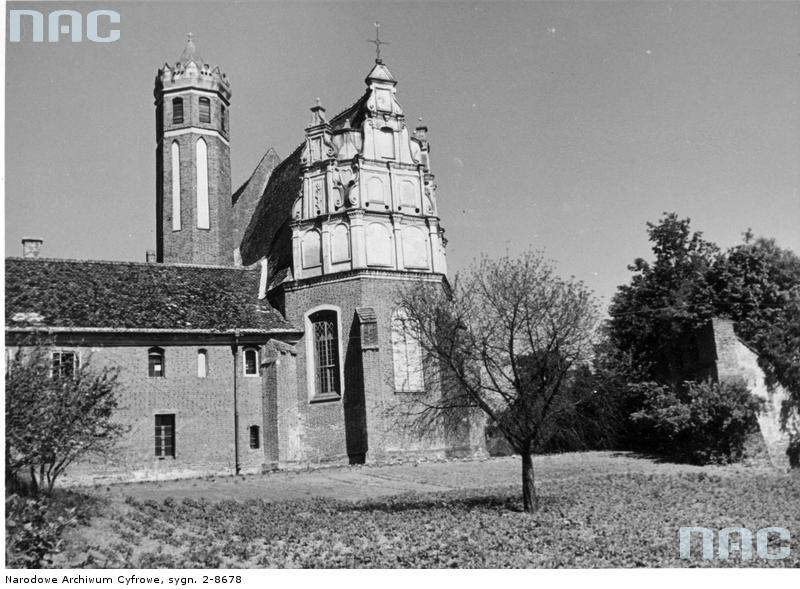
Kościół bernardynów w Przeworsku, przed 1939

### Fundacja
W 1461 Rafał Jakub Tarnowski, właściciel Przeworska, późniejszy marszałek wielki koronny ufundował za zgodą bpa przemyskiego Mikołaja z Błażejowa kościół i klasztor dla Braci Mniejszych Obserwantów, zwanych w Polsce bernardynami. Zabudowania zlokalizowane zostały we wschodniej części miasta, przy trakcie lwowskim. Na decyzję fundatora miało wpływ kilka czynników: pobudki religijne, chęć wzmocnienia prestiżu miasta oraz zamanifestowanie bogactwa rodu Tarnowskich. Klasztor miał też odegrać znaczącą rolę w tzw. misji ruskiej, prowadzonej od 1453 z inicjatywy króla Kazimierza Jagiellończyka i św. Jana Kapistrana. Miała ona na celu utwierdzanie w wierze ludności katolickiej i nawracanie ludności prawosławnej na terenie Rusi Czerwonej.
Przyjęcie fundacji miało miejsce w 1465. Zakon reprezentował o. Marek z Bolonii, wikariusz generalny i o. Jakub z Głogowa, wikariusz prowincji. Zakonnicy przybyli do Przeworska prawdopodobnie z klasztoru w Tarnowie. Ukończyli oni wkrótce budowę kościoła, który otrzymał wezwanie św. Barbary z Nikomedii, dziewicy i męczennicy, oraz wznieśli zabudowania klasztorne. Klasztor w Przeworsku był dziesiątym z kolei kościołem bernardyńskim w Polsce i pierwszym na terenie diecezji przemyskiej.

### XV–XVI wiek
U schyłku XV wieku w klasztorze mieszkało 23 zakonników. W tym czasie dwóch kapłanów zmarło tu w opinii świętości: o. Piotr Kandyd i o. Grzegorz z Nowego Sącza. W 1489 odbył się tu kapituła prowincji polskiej, której przewodniczył bł. Władysław z Gielniowa. Ze względu na zagrożenie najazdem tatarskim rozpoczęto wznoszenie murów obronnych. Już w 1498 klasztor posłużył jako miejsce schronienia dla okolicznej ludności. Jednak do budowy właściwych obwarowań przystąpiono w 1506. Specjalnego pozwolenia na udział zakonników w zbrojnej obronie udzielił papież Klemens VII w 1523.
Do 1518 przy klasztorze funkcjonował nowicjat, do którego wstępowali młodzieńcy z okolicy. Bernardyni oddziaływali na region poprzez szeroko zakrojoną działalność duszpasterską. Działały tu bractwa: św. Anny i Paska św. Franciszka z Asyżu, zrzeszające licznie szlachtę i mieszczan. Zakonnicy otaczali duchową opieką siostry bernardynki-koletki posiadające w mieście swój klasztor.
W 1577 klasztor bernardynów w Przeworsku odwiedził król Stefan Batory.

### XVII–XVIII wiek
W latach 40. XVII w. przeprowadzono barokizację kościoła z inicjatywy o. Franciszka z Przeworska, ówczesnego prowincjała i o. Ludwika Brzeziny, gwardiana klasztoru. Na placu kościelnym wzniesiono krużganki procesyjne. Działał tu wówczas o. Franciszek Lekszycki, bernardyński malarz, który pozostawił po sobie obrazy św. Antoniego z Padwy i św. Barbary.
O znaczeniu konwentu w tym czasie świadczy fakt umieszczenia tu w 1664 studium języka łacińskiego i teologii moralnej, a także zorganizowanie dwóch kapituł prowincji ruskiej - w 1646 i 1690.
Głównymi dobrodziejami klasztoru byli wówczas książęta Lubomirscy – właściciele miasta Przeworska.
Na początku XVIII w. wspólnota klasztorna została doświadczona obecnością w konwencie wojsk uczestniczących w III wojnie północnej.
Ostatnim wybitnym gwardianem doby staropolskiej był o. Tacjan Schuldes, przełożony w latach 1768-1790, który troszczył się o stan materialny obiektu oraz poziom życia zakonnego i duszpasterstwa.

### Pod zaborem austriackim
W wyniku I rozbioru Polski klasztor znalazł się na terenie Arcyksięstwa Austriackiego. Nastąpiło wówczas zmniejszenie obsady personalnej. Zakonnicy byli ponadto zmuszeni obejmować funkcje administratorów parafii, nawet w odległych miejscowościach. Austriacy dokonali w latach 1793-1811 konfiskaty cenniejszych paramentów liturgicznych i wotów.
W 1822 biskupi galicyjscy postanowili umieścić w części zabudowań klasztornych dom poprawczy dla kapłanów diecezjalnych pochodzących z obszaru całej Galicji. Władze zakonne próbowały przeciwstawić się takiemu rozwiązaniu, zwracając się w 1823 do cesarza Franciszka I o cofnięcie decyzji, lecz bezskutecznie. Pomieszczenia dla księży zlokalizowano w południowym i zachodnim skrzydle konwentu. Domem poprawczym kierował rektor wyznaczany przez ordynariusza przemyskiego. Relacje pomiędzy rektorem a przełożonym klasztoru nie układały się pomyślnie. Gdy klasztor zwrócił się do kurii o finansowe wsparcie koniecznego remontu obiektów, władze diecezji zaproponowały przejęcie konwentu. Klasztor pozostał jednak w rękach zakonu, a Dom poprawczy zlikwidowano w 1869.
W tym czasie rozproszeniu w znacznym stopniu uległy zbiory archiwalne i biblioteczne. Wiele rękopisów i starodruków trafiło do prywatnych kolekcji, za pośrednictwem antykwariuszy, którzy okradali klasztor przeworski.
U schyłku XIX w. nastąpiła pewna poprawa sytuacji. Rozpoczęto pierwsze remonty, wykonano nowy ołtarz główny.

### Dwudziestolecie międzywojenne
W okresie II Rzeczypospolitej przy klasztornej świątyni funkcjonowały: Trzeci Zakon Św. Franciszka, Franciszkański Związek Misyjny, Pobożne Stowarzyszenie Św. Antoniego. Zakonnicy podejmowali w tym czasie starania o koronację obrazu Matki Bożej Pocieszenia.

### II wojna światowa
Pod okupacją niemiecką zakonnicy zaangażowali się w działalność patriotyczną. Gwardian klasztoru, o. Rufin Janusz był jednym z kapelanów miejscowego Obwodu Armii Krajowej, a o. Bogumił Migdał działał w tajnym nauczaniu.

### Od 1945
W latach 1951–1969 w zabudowaniach konwentu funkcjonował nowicjat dla braci-niekleryków. Nastąpił wzrost liczby kapłanów pracujących w klasztorze. Umożliwiło to powołanie w 1971 wikariatu samodzielnego, a dziesięć lat później pełnoprawnej parafii. Obecnie w klasztorze jest około 8 zakonników.
W 2019 roku na placu przed kościołem, zw. Majdanem, wycięto wszystkie drzewa, z powodu koronacji Obrazu Matki Boskiej Pocieszenia Przeworskiej 8 września 2019 roku. Ten pusty plac bez drzew budzi kontrowersje.
Od kilku lat przeworski Klasztor oo. Bernardynów przechodzi liczne remonty i przeróbki, dzięki którym cały kompleks sakralny odzyskuje dawny blask.

## Cudowny Obraz Matki Bożej Pocieszenia

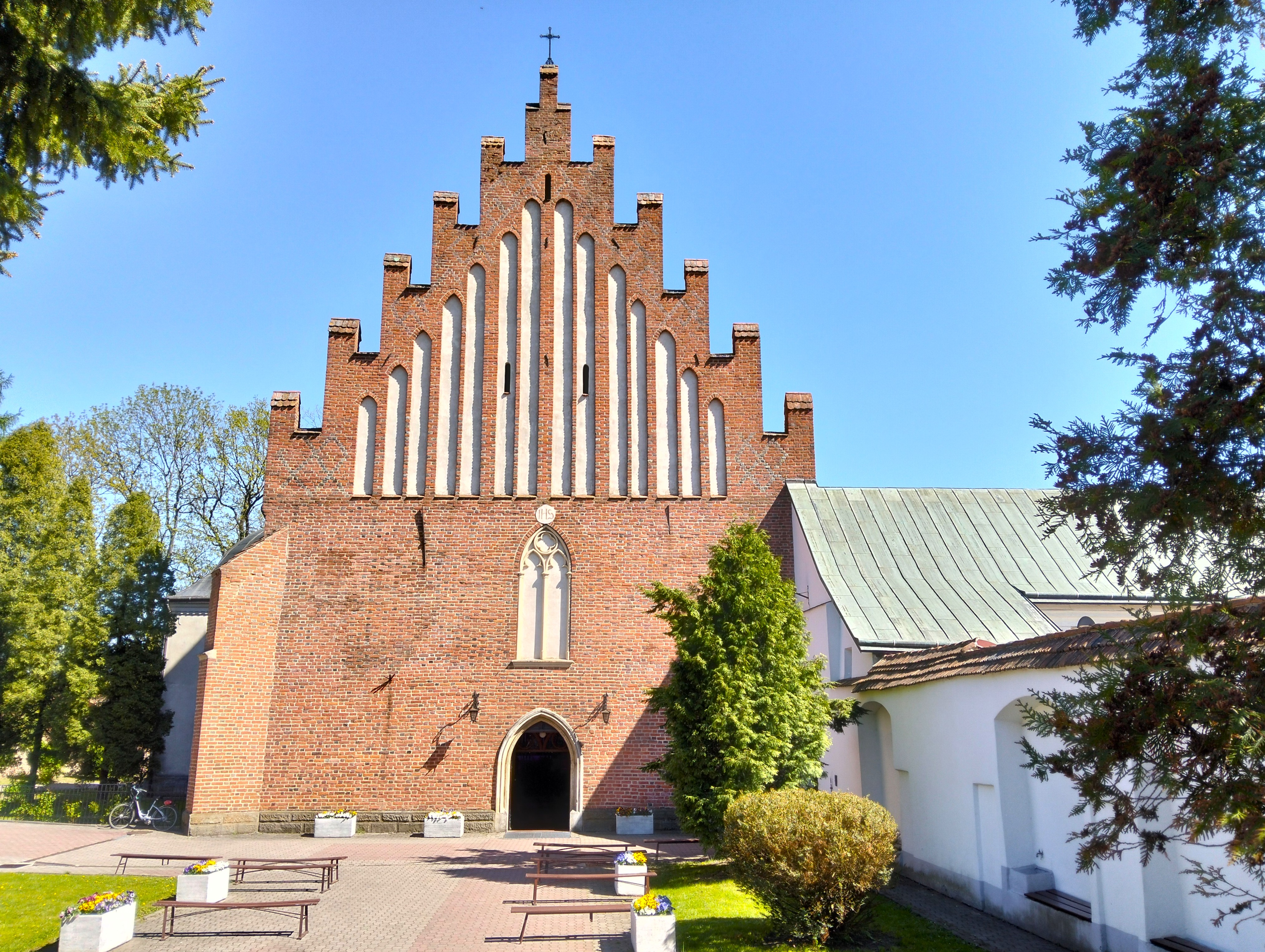
Elewacja wejściowa

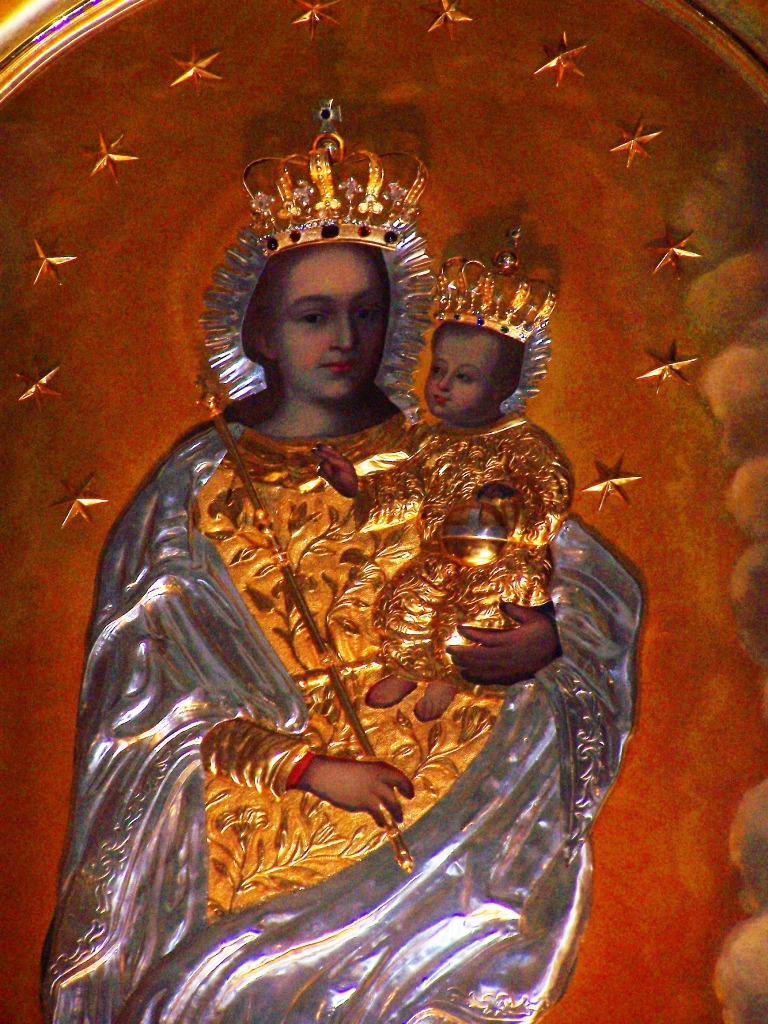
Cudowny Obraz Matki Bożej Pocieszenia

Do kościoła bernardynów w Przeworsku przybywają pielgrzymi ze względu na znajdujący się w głównym ołtarzu obraz Matki Bożej Pocieszenia.
Wizerunek Najświętszej Maryi Panny z Dzieciątkiem pochodzi z pocz. XVII w., wyszedł spod pędzla nieznanego malarza i reprezentuje styl barokowy. Obraz umieszczono w świątyni w 1613 i od tamtej pory cieszy się szczególnym kultem wiernych. Po raz pierwszy został określony mianem "cudownego" w 1647. W okresie staropolskim mieszczanie i okoliczna szlachta składali liczne wota jako podziękowanie za doznane łaski.
Odnowienia kultu po okresie zaborów dokonał w 1896 o. Felicjan Fierek, ówczesny gwardian, umieszczając obraz w nowym ołtarzu, w bocznej kaplicy. W dwudziestoleciu międzywojennym zaczęto notować informacje od łaskach i cudach, a w 1926 o. Tadeusz Ukleja rozpoczął starania o koronację papieską - zostały jednak przerwane.
W 1962 wizerunek Przeworskiej Matki Boże Pocieszenia przeniesiono do głównego ołtarza. Proces koronacyjny został wznowiony w 2017 decyzją abpa Adama Szala.

## Architektura
Przeworski kościół jest gotycką świątynią pseudohalową, trójnawową, wzniesioną z cegły, częściowo zendrówki, tworzącej dekoracyjne wzory krzyżowe oraz rombowe. Elewacje zostały częściowo otynkowane – blendy szczytu fasady, płyciny wieży, szczyt nad prezbiterium. Cokół wykonano z kamienia łamanego, miejscami z cegły. Ściany wzmacniane są przez jednouskokowe szkarpy.
Zachodnia fasada frontowa zwieńczona jest szczytem schodkowo-sterczynowym, rozczłonkowanym wąskimi, otynkowanymi arkadowymi blendami. Na osi elewacji zlokalizowany jest neogotycki, profilowany, ostrołukowy portal kamienny. Nad nim znajduje się zamurowane, otynkowane okno z maswerkiem i laskowaniem.

### Prezbiterium
Trójprzęsłowe, zamknięte trzema odcinkami ośmioboku prezbiterium przykryte jest sklepieniem kolebkowym z lunetami. Wymiary prezbiterium to: długość – ok. 16 m, szerokość – 8,5 m, wysokość: 9,8 m. Od południa do dwóch wschodnich przęseł prezbiterium przylega zakrystia ze skarbcem, do trzeciego zaś przedsionek, łączący się ze wschodnim korytarzem klasztornym.
W ścianie południowej prezbiterium znajduje się późnogotycki, kamienny, profilowany portal, o wymiarach wewnętrznych 88 × 212 cm. Zwieńczony jest łukiem w ośli grzbiet i dekorowane przenikającym się laskowaniem. U góry, po obu stronach znajduje się gotycka inskrypcja *IH[ES]US* i *MA[R]IA*.
Trójboczne zamknięcie prezbiterium zwieńczone jest późnorenesansowym szczytem w formie dwukondygnacyjnej attyki z grzebieniem, wymurowanym w latach 1619-1621. Dolną kondygnację stanowi sześć ślepych arkad, rozdzielonych pilastrami i podtrzymujących przełamujący się nad nimi bogato profilowany gzyms, ozdobiony dodatkowo dwoma pasami ząbków. Kolejna kondygnacja cofnięta jest nieznacznie w stosunku do pierwszej. Dzieli się ona wyraźnie na trzy części ujęte wolutami. Środkowa dekorowana jest opaskami tynkowymi ukształtowanymi w formie ramy okiennej o ściętych u góry narożnikach, zaś części zewnętrzne ozdobione są płycinami, w centrum których umieszczono sztukaterie w kształcie lilii (symbol Najświętszej Maryi Panny i św. Antoniego z Padwy). Druga kondygnacja stanowi podstawę rozbudowanego zwieńczenia ukształtowanego w formie trzech szczytów – środkowego trójkondygnacyjnego, flankowanego esownicami oraz bocznych dwukondygnacyjnych ujętych wolutami. Szczyt środkowy posiada w swej drugiej kondygnacji niszę z półpilasterkami, zaś zwieńczony jest trójkątnym przyczółkiem i kulą z krzyżem. Boczne szczyty w miejsce niszy mają prostokątne płyciny, zaś wieńczą je nasadniki. Szczyty na wysokości drugiej kondygnacji połączone są ze sobą ścianką zwieńczoną gzymsem, dekorowaną w formie kotary.

### Nawy
Bernardyńska świątynia w Przeworsku jest kościołem trójnawowym. Korpus nawowy dostawiony jest do prezbiterium pod kątem 88 stopni, obejmuje trzy nawy i cztery przęsła. Nawy boczne są ponad dwukrotnie węższe od nawy głównej. Do drugiego od wschodu przęsła północnej nawy bocznej przylega kaplica na planie czworoboku, zaś do pierwszego od zachodu przęsła nawy południowej przylega przybudówka łącząca kościół z zachodnim korytarzem klasztornym.
Nawy powstały później niż prezbiterium. Potwierdzają to czytelne ślady łączenia i nieregularność wątku. Jest to efekt konieczności powiązania murów prezbiterium, w którym zastosowano cegłę o wymiarach 25 × 12,5 × 7,5 cm z korpusem nawowym, w przypadku którego cegły mają wymiary 28 × 13 × 8. Na dwufazowość wskazuje również nieregularność rozplanowania – oś wzdłużna prezbiterium nie pokrywa się z osią korpusu nawowego.
Nawy przykryte są sklepieniami krzyżowymi na gurtach o łuku półkolistym. Wysokość nawy głównej wynosi 9,6 m, boczne są nieco niższe i mierzą 8,9 m. Długość naw wynosi ok. 24 m, szerokość całkowita naw to ok. 14,5 m, w tym 8 m nawy głównej. Nawy boczne otwierają się do głównej szerokimi, półkolistymi arkadami wspartymi na smukłych filarach krzyżowych. Wszystko to tworzy jednorodne wnętrze, o swobodnym przepływie przestrzeni.
Po zachodniej stronie korpusu nawowego zlokalizowany jest chór muzyczny o linii falistej, wsparty na czterech filarach. Chór rozczłonkowują pilastry o kapitelach kompozytowych. Dźwigają one mocno przełamujące się nad nimi belkowanie o bogatym profilowaniu. Pomiędzy filarami znajduje się pięć otworów arkadowych z bogato profilowanymi archiwoltami o nierównej szerokości. Największe i najszersze jest środkowe, które wraz z dwoma sąsiadującymi (niższymi i węższymi) stanowi wejście z kruchty do kościoła. Dwa skrajne otwory zamykają nawy boczne.

### Wieża
Na styku korpusu i prezbiterium od strony południowej dostawiona wysmukła, ośmioboczna wieża, wystająca ok. 3 m powyżej kalenicy dachu. W dolnej części wieża jest czworoboczna, przechodząca w ośmiobok, zakończona ostrosłupowym hełmem i krenelażową attyką u jego podstawy. W środkowej części dekorację wieży stanowią ostrołukowe, wąskie blendy, biegnące przez całą wysokość kondygnacji, w górnej zaś osiem prostokątnych otworów okiennych zakończonych łukiem odcinkowym. Stanowiąc znaczący akcent wertykalny, kontrastuje ze zwartą, przysadzistą bryłą kościoła. Wydaje się być elementem optycznie niezależnym, niczym sztucznie dostawionym.

### Kaplica boczna
Do drugiego od wschodu przęsła korpusu od strony północnej przylega prostopadłościan kopułowej kaplicy. Usadowiona jest ona na wysokim, profilowanym cokole, narożniki jej ścian zdobione są lizenami, zaś same ściany zwieńczone prostym gzymsem, w dolnej części dekorowanym fryzem ząbkowym. Jej kopuła zwieńczona jest latarnią krytą kopulastym hełmem, rozczłonkowaną czterema pilastrami, z czterema półkoliście zamkniętymi świetlikami. Kaplica wzniesiona została w latach 1753-1757 z inicjatywy o. Eleuteriusza Kromczyńskiego. Zlokalizowano ją na miejscu starszej kaplicy brackiej z 1647, będącej miejscem pochówku Jana Szomowskiego, wojskiego przemyskiego (+1668). Obiekt przeznaczony był dla obrazu Pana Jezusa Biczowanego, umieszczonego wcześniej na krużgankach klasztornych, który zasłynął licznymi cudami. Jest to budowla okazała, czworoboczna, kopułowa. Jej wymiary wewnętrzne to 5,3 × 6 m. Wysokość ścian wynosi 8,2 m, zaś całkowita wysokość do szczytu latarni to 14,5 m. We wschodniej i zachodniej ścianie zlokalizowane są okazałe okna – prostokątne, wielokwaterowe, zamknięte łukiem półkolistym. Wypełnia je witraż o wzorach geometrycznych. W latach 1896–1962 w kaplicy znajdował się neobarokowy ołtarz z łaskami słynącym wizerunkiem Matki Bożej Pocieszenia, a w 1962 r. przeniesiono tu ołtarz św. Antoniego z Padwy.

## Wnętrze

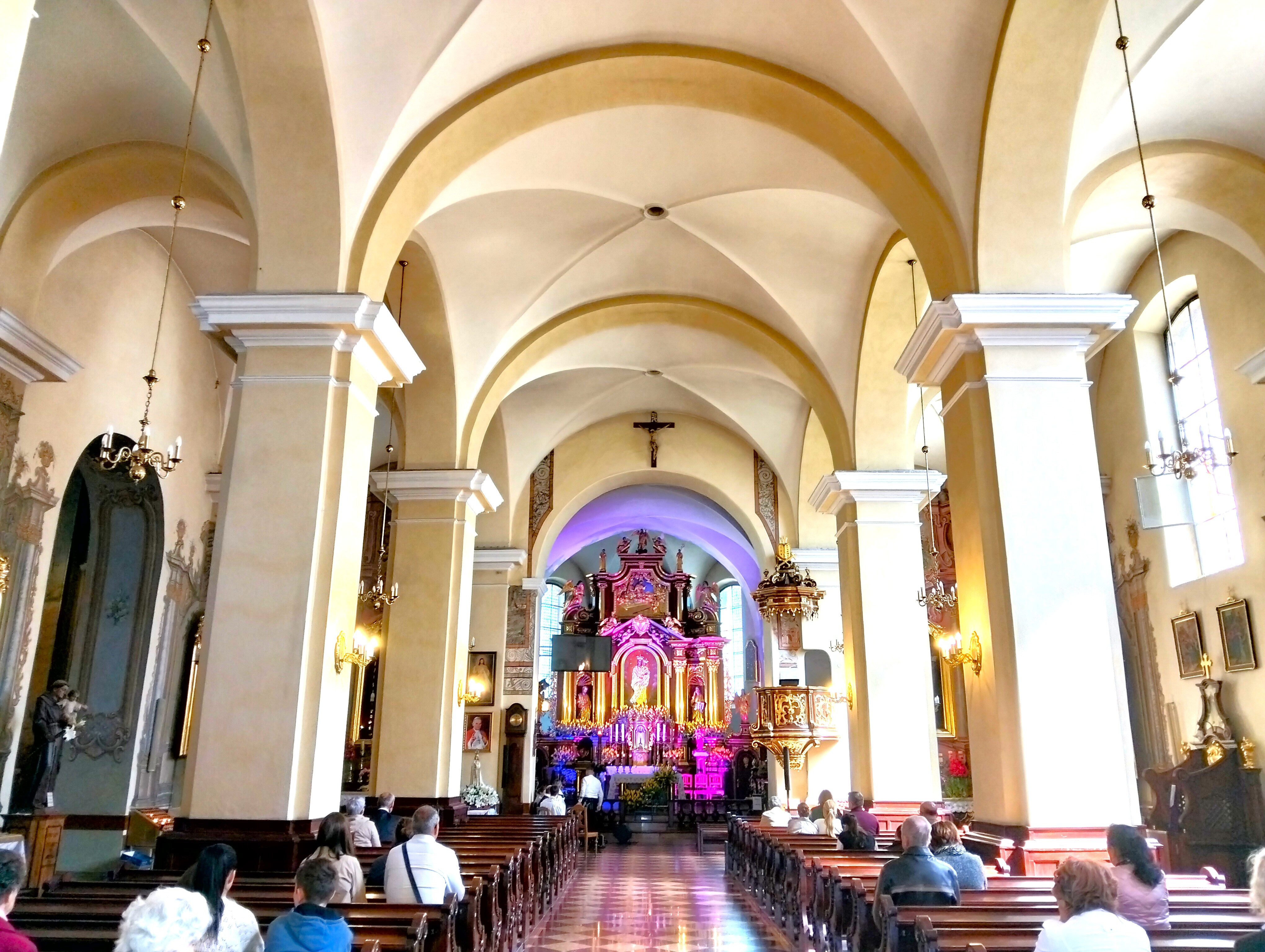
Wnętrze kościoła bernardynów w Przeworsku

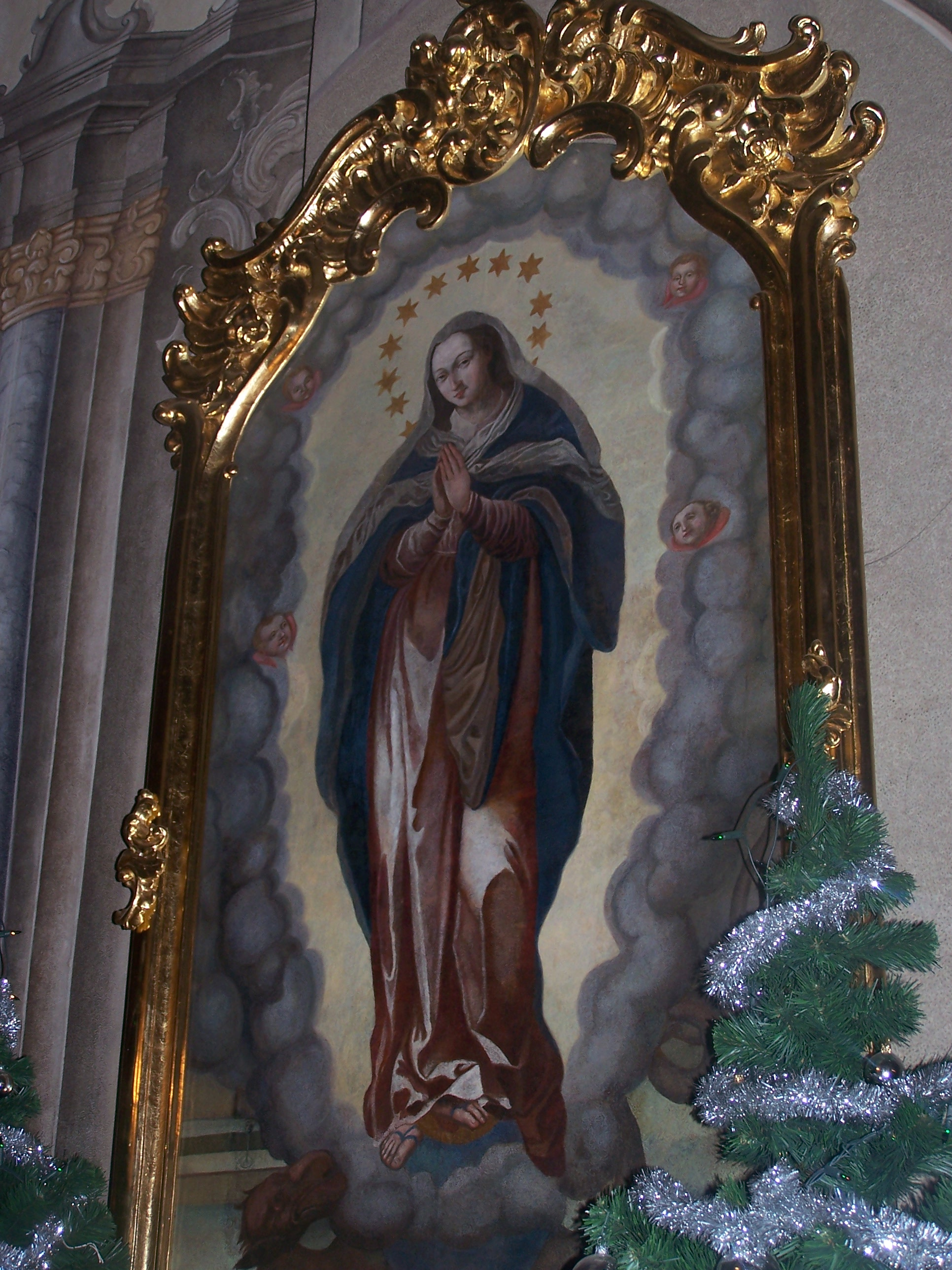
Ołtarz Niepokalanego Poczęcia NMP

### Ołtarz główny
Centralne miejsce w prezbiterium zajmuje ołtarz główny. Okazała, neobarokowa nastawa wykonana została przez Antoniego Rarogiewicza, przeworskiego snycerza, w latach 1898-1900, z inicjatywy o. Aleksandra Wójcika, ówczesnego gwardiana. Retabulum stanęło na miejscu kilku poprzednich (gotyckiego, barokowego, rokokowego i tymczasowego z 1884) Zastosowana symbolika odnosi się w dużej mierze do kultu maryjnego. Pierwotnie w niszy ołtarzowej umieszczono grupę figuralną Objawienie Najświętszej Maryi Panny w Lourdes. Ze względu na wzrastający kult Matki Bożej Pocieszenia, rzeźby te zastąpiono w 1962 obrazem Przeworskiej Pocieszycielki, utrzymując tym samym maryjny sens przesłania użytych symboli.

### Ołtarze boczne przy ścianie łuku tęczowego
Obecny układ ołtarzy bocznych (poza znajdującym się w kaplicy) odzwierciedla stan z II poł. XVIII w. Przeprowadzone wówczas przemiany wnętrza kościoła zaowocowały powstaniem zespołu późnobarokowych, iluzjonistycznych ołtarzy bocznych. Podzielić można je na dwie grupy – dwa ołtarze przy ścianie łuku tęczowego oraz sześć przy ścianach nawy północnej i południowej.
Ołtarze przy ścianie tęczowej noszą wezwania: Chrystusa Ukrzyżowanego (strona północna) i Świętego Franciszka z Asyżu (strona południowa). Obie iluzjonistyczne nastawy wypełniające wysmukłą, gotycką formę od posadzki po sklepienie, różnią się jedynie zwieńczeniami i obrazami umieszczonymi w centralnej niszy. Wklęsło-wypukłe predelle ujęte są po bokach cokołami półkolumn. Cokoły te dźwigają nie tylko półkolumny o trzonach pokrytych marmoryzacją, ale też podobnie dekorowane pilastry. Jedne i drugie zwieńczone są głowicami podobnymi do kapiteli korynckich. W centralnej części znajduje się półokrągła nisza przeznaczona do zawieszenia sztalugowego obrazu. Na półkolumnach i pilastrach spoczywa masywne belkowanie, podtrzymywane dodatkowo przez parę wsporników w formie potrojonych, wolutowych spływów. W centrum belkowania umieszczono okazały kartusz dekorowany motywem rocaille. Dekoracja ta przewija się wielokrotnie – na predelli, prostokątnych płycinach cokołów, górnych partiach pilastrów. Zwieńczenia ołtarza ujęte są w pary tzw. siedzących pilastrów, połączonych z motywami wolutowymi, zakończonymi dzbankami z bukietami różnokolorowych kwiatów. Bukiety te, obok wspomnianych rocaille’ów są charakterystycznym elementem dla ołtarzy z przeworskiego kościoła bernardynów. W zwieńczeniach znajdują się malowidła nawiązujące do wezwania ołtarza.

#### Ołtarz św. Franciszka z Asyżu
W niszy ołtarzowej znajduje się kopia obrazu Bartolomé Estebana Murillo Święty Franciszek obejmujący Chrystusa na Krzyżu. Obraz o wymiarach 130 × 210 cm pochodzi prawdopodobnie z początku XX w. Symboliczne znaczenie posiada układ rąk Zbawiciela – prawa dłoń, którą dotyka Franciszka, przywodzi na myśl troskę o ludzkość reprezentowaną przez świętego, lewa dłoń pozostaje przybita do krzyża, aby przypominać o nieocenionej wartości Jezusowej ofiary. Święty z pietyzmem dotyka Zbawiciela, a stopą odtrąca kulę, symbolizującą świat wraz ze wszystkimi jego pokusami i przyjemnościami. Obok unoszą się aniołowie, ukazując księgę z dewizą „Bóg mój i wszystko”. Wizerunek ten zastąpił w latach 60. XX w. inny obraz świętego, przedstawiający jego stygmatyzację, a zmiana ta miała na celu uniknięcie dublowania tej sceny.
Ołtarz św. Franciszka z Asyżu zwieńczony jest bowiem właśnie obrazem stygmatyzacji świętego na górze La Verna, 17 września 1224. Święty zakonodawca klęczy, prawą ręką dotykając piersi, eksponuje znajdujący się na dłoni stygmat. Wpatrzony jest w Chrystusa, który pod postacią serafina unosi się w powietrzu, a promienie wydobywające się z Jego ran, kierują się w stronę Franciszka. Światło bijące z postaci Zbawiciela oślepia innego zakonnika, jednego z towarzyszy zakonodawcy. W tle rozciąga się górski krajobraz, z zalesionymi szczytami. Ponad sceną stygmatyzacji namalowano herb franciszkański – krzyż z dwoma rękami – Chrystusa i Świętego Franciszka.
Wcześniejszy ołtarz Zakonodawcy umieszczono w bernardyńskim kościele w 1610 r. Do jego powstania przyczynili się: o. Daniel, ówczesny kaznodzieja oraz niejaka siostra Katarzyna (prawdopodobnie członkini trzeciego zakonu franciszkańskiego lub wspólnoty bernardynek-koletek).

#### Ołtarz Chrystusa Ukrzyżowanego
Centralne miejsce w ołtarzowej niszy zajmuje sporych rozmiarów, XVIII-wieczny krucyfiks. Warto zwrócić uwagę na pewną nieścisłość w przedstawieniu Zbawiciela – z prawego boku obficie sączy się krew, po przebiciu włócznią legionisty, co wskazywałoby, że został ukazany już po śmierci, czemu zaprzeczają wyraźnie półotwarte oczy. Ciało nie posiada silnie zaznaczonych śladów męki, a dostojeństwa postaci dodaje okazałe, złote perizonium na biodrach. Figurę otacza kilkadziesiąt srebrnych wotów, prawdopodobnie pochodzących z ołtarza Chrystusa Biczowanego.
W zwieńczeniu umieszczono zaś przedstawienie Modlitwy w Ogrójcu. Zbawiciel ze złożonymi dłońmi kieruje swój wzrok ku niebu, skąd wychodzi pęk promieni. Zwieńczenie otwiera się bowiem swobodnie u góry, łącząc scenę modlitwy Chrystusa ze sferą niebieską, w której wśród obłoków klęczą aniołowie, podtrzymując złoty kielich. Jest to dosłowna wizualizacja słów Chrystusa: „Ojcze, jeśli chcesz, zabierz ode Mnie ten kielich!”. W lewym dolnym rogu ukazano śpiących uczniów, św. Piotra identyfikuje trzymany miecz, zaś św. Jana brak brody, trzeci z nich to św. Jakub Starszy. Na drugim planie widać żołnierzy zbliżających się do ogrodu Oliwnego.

#### Relikwie Świętego Klemensa Męczennika
Pod mensą ołtarza Krzyża Świętego złożone są szczątki św. Klemensa, męczennika. Do Przeworska przywiezione zostały z klasztoru w Krystynopolu w 1951 r. Tam zaś znalazły się za sprawą Franciszka Salezego Potockiego (1700-1772), starosta bełski. Otrzymał on w 1723 r. od papieża Innocentego XIII całe ciało męczennika z pierwszych wieków chrześcijaństwa. Dziesięć lat później relikwie zostały uroczyście wprowadzone do kościoła bernardyńskiego w Krystynopolu. W 1758 r. umieszczono je w specjalnie zbudowanej na ten cel kaplicy bocznej. Święty był czczony jako szczególny orędownik miasta i okolicy podczas klęsk elementarnych. Relikwie znajdują się w późnobarokowej, drewnianej, witrynowej trumnie. Miejsce frontowej ścianki zajmują dwie tafle szkła. Wieko trumny ozdobione jest motywami kwiatowymi oraz kartuszem z napisem: S. Clemens Martir.

### Ołtarze przy ścianach naw
Spójną całość z retabulami przytęczowymi tworzą ołtarze zlokalizowane przy ścianach naw północnej i południowej. Obok podobieństw: marmoryzowane kolumny, pilastry, dekoracje w postaci rocaille’ów, wolut, kartuszy i bukietów kwiatowych można wskazać elementy różniące te dwie grupy ołtarzy. W przypadku retabulów nawowych półkolumny i półpilastry flankują prostokątną płycinę zamkniętą półokrągłym łukiem. Pomiędzy nią a belkowaniem znajduje się okazały motyw rocaille. Ciekawa jest też ażurowa ozdoba przylegająca z boku do nastawy, składająca się ze ślimacznicy, rocaillów i liści akantu. Na belkowaniu zlokalizowane są nietypowe woluty (z każdej strony po dwie sztuki), na których osadzono wazony z bukietami kwiatów. Dominującym elementem zwieńczenia retabulum jest kartusz ujęty w ramę złożoną z rocaillów. Imitować ma on miedzianą blachę, na której umieszczano napisy – zachowały się one tylko w przypadku obecnego ołtarza św. Anny. Powyżej kartusza znajduje się gzyms dekorowany złotymi rocaille’ami, po bokach girlandy złożone z wolut, zaś poniżej zwisające ku dołowi monochromatyczne kwiaty. Pod względem kolorystyki w ołtarzach dominują szarości kolumn, pilastrów i płycin oraz złocenia rocaillów.
Według Ireny Rolskiej twórcą ołtarzy w przeworskim kościele był zakonnik związany z lwowskim ośrodkiem artystycznym. Wspomniana badaczka twierdzi, że wzorcem ogólnej kompozycji dla retabulów były ołtarze namalowane przez Walentego Żebrowskiego dla bernardyńskiego kościoła św. Anny w Warszawie, ok. 1750. Przeworskie są jednak niższe i bardziej przysadziste, co wynikało z architektury świątyni.

#### Ołtarz św. Jana Kapistrana
W nawie południowej, najbliżej ołtarza św. Franciszka z Asyżu usytuowany jest ołtarz św. Jana Kapistrana, założyciela pierwszego klasztoru obserwanckiego na ziemiach polskich. Umieszczony w nim obraz o wymiarach 133 × 200 cm przedstawia świętego w pełnej postaci, w brązowym, bernardyńskim habicie. W ręce dzierży czerwoną chorągiew z monogramem IHS. Na drugim planie widać scenę batalistyczną, w tle zaś obwarowane miasto i pasmo górskie. Malarz uwiecznił tym samym bitwę węgiersko-turecką pod Belgradem (1456), w której brał udział św. Jan Kapistran, nie tylko jako kapelan, ale jako jeden z dowódców. Warto zwrócić uwagę, że zakonnik został przedstawiony jako dość młody człowiek, a w rzeczywistości uczestnicząc w bitwie, liczył 70 lat. Ołtarzowy obraz utożsamiany jest z wizerunkiem świętego, wymienianym w klasztornej kronice pod rokiem 1634, jednak był później wielokrotnie przemalowywany.

#### Ołtarz Niepokalanego Poczęcia NMP
Kolejny ołtarz poświęcony jest Niepokalanemu Poczęciu Najświętszej Maryi Panny. Na obrazie o wymiarach 99 × 176 cm, Matka Boża została przedstawiona jako Niewiasta z Apokalipsy św. Jana, „obleczona w słońce i księżyc pod jej stopami, a na jej głowie wieniec z gwiazd dwunastu” (Ap 12, 1). Poprzedni ołtarz pod tym wezwaniem umieszczony został w świątyni w 1685 r. Tak również datowany jest znajdujący się w obecnym wizerunek. Poniżej obrazu Niepokalanej umieszczony jest XVIII-wieczny medalion-kartusz z wizerunkiem św. Judy Tadeusza o bardzo bogatym obramowaniu.

#### Ołtarz św. Jana z Dukli
Ostatnim w nawie południowej jest ołtarz Świętego Jana z Dukli. Umieszczony w nim obraz o wymiarach 99 × 168 cm przedstawia objawienie się Najświętszej Maryi Panny i Dzieciątka Jezus świętemu Duklanowi. Postacie odzianej w czerwoną suknię i ciemnoniebieski płaszcz Maryi i spoczywającego na Jej kolanach Dzieciątka wyłaniają się z obłoków. Towarzyszą im putta – dwa w półpostaci i dwa w formie uskrzydlonych główek. Poniżej klęczy św. Jan, odziany w bernardyński, brązowy habit i takąż pelerynę, rozkłada ręce w geście modlitewnego zachwytu. Obok leży biała lilia – symbol praktykowanej przezeń czystości. Obraz pochodzi z II poł. XVIII w., w 1771 przyozdobiony został srebrną sukienką.

#### Ołtarz św. Anny Samotrzeć
W nawie północnej, najbliżej ołtarza Chrystusa Ukrzyżowanego znajduje się ołtarz św. Anny Samotrzeć. Obraz o wymiarach 130 × 205 cm ukazuje Najświętszą Maryję Pannę podającą Dzieciątko Jezus swej matce. Na XVIII stulecie datowany jest sam obraz. W kartuszu wieńczącym ołtarz znajduje się napis „Si quaeris miracula”, co wskazuje, że wisiał tu niegdyś obraz Świętego Antoniego. Jednak wizerunek Świętej Anny był również obecny w świątyni. Wcześniejszy ołtarz pod jej wezwaniem poświęcił w 1600 r. bp Maciej Pstrokoński, ordynariusz przemyski, a jego powstanie związane było z działalnością Bractwa św. Anny.

#### Ołtarz św. Józefa
Następny ołtarz dedykowany jest św. Józefowi, oblubieńcowi Najświętszej Maryi Panny. Umieszczony w nim obraz o wymiarach 98 × 172 cm ukazuje Opiekuna Świętej Rodziny wyłaniającego się z szarych obłoków. Wizerunek namalował nieznany z imienia krakowski malarz w 1909. Ołtarz pod tym wezwaniem istniał już wcześniej, gdyż w kronice mowa jest o odnowieniu ołtarza. Poniżej obrazu św. Józefa znajduje się medalion przedstawiający św. Teresę od Dzieciątka Jezus – prawdopodobnie XVIII-wieczne malowidła pokryto w latach 20. XX w. wizerunkiem świętej z Liseaux.

#### Ołtarz św. Floriana
Ostatni ołtarz poświęcono św. Florianowi, męczennikowi. Ołtarzowy obraz o wymiarach 96 × 167 cm ukazuje Świętego w późnośredniowiecznej zbroi, z czerwoną chorągwią w ręku.

### Stalle
Przy ścianach południowej i północnej prezbiterium zlokalizowane są stalle o wymiarach – długość: 7,75 m, wysokość: ok. 3,4 m; przeznaczone dla 24 osób. W latach 40. XVII w., z inicjatywy o. Franciszka z Przeworska, ówczesnego prowincjała, bernardyński warsztat zakonny pod kierunkiem niejakiego br. Benedykta wykonał nowe stalle. Uroczyste ich poświęcenie odbyło się podczas kapituły prowincjalnej, 4 października 1646 r. Górna część została zrekonstruowana przez Antoniego Rarogiewicza w latach 1898-1900.

### Ambona
Przy ścianie łuku tęczowego, od strony północnej zlokalizowana jest ambona o wymiarach 120 × 170 cm. Datuje się ją na II poł. XVIII w., być może powstała wraz z zespołem iluzjonistycznych ołtarzy bocznych. Powstała na miejscu wcześniejszej, wykonanej w latach 1595-1601 przez br. Stanisława Przemowę. Na ambonę prowadzi klatka schodowa zlokalizowana pod wieżą, do której wchodzi się z krużganka wschodniego.
Kosz ozdobiony jest ornamentem rocaille i pilastrami zakończonymi wolutami. Na podniebieniu baldachimu znajduje się symbolizująca Ducha Świętego gołębica w promienistej glorii. Baldachim zwieńczony jest tablicami dziesięciorga przykazań i symbolami cnót teologalnych – krzyż: wiara, kotwica: nadzieja, serce z płomieniem: miłość. Ambona posiadała również zaplecek, ale został zdemontowany podczas restauracji w 2002 r., aby odsłonić fragmenty renesansowych fresków.

### Organy
Na emporze chóru zachodniego umieszczone są organy pochodzące z 1955 r. 18-głosowy instrument z dwoma manuałami (C0 – f3) i pedałem (C1 – d0) zastąpił organy z 1771. Jeszcze wcześniejsze organy, sprawione staraniem o. Mikołaja z Radomia umieszczone były w chórze zakonnym, za ołtarzem, a nad główne wejście do kościoła przeniesiono je w 1630.

### Epitafia
W przeworskim kościele bernardynów zachowało się pięć epitafiów:
- Abrahama Leżeńskiego (+1623), jego żony Zofii Kostczanki i syna Hieronima
- Jana Szomowskiego (+1677),
- Andrzeja Justimonti (+1663),
- rodziny Rosnowskich herbu Ogończyk,
- rodziny Fedorowiczów herbu Oginiec.

## Odpusty i uroczystości obchodzone w Kościele Świętej Barbary
- Uroczystość Świętego Antoniego z Padwy – 13 VI
- Święto Matki Bożej Anielskiej (Odpust Porcjunkuli) – 2 VIII
- Święto Matki Bożej Pocieszenia – ostatnia niedziela sierpnia
- Uroczystość Świętego Franciszka z Asyżu, Założyciela Zakonu Braci Mniejszych – 4 X
- Uroczystość Świętej Barbary, Patronki kościoła i parafii – 4 XII
- Uroczystość Niepokalanego Poczęcia NMP, dzień patronalny Prowincji oo. Bernardynów – 8 XII